# Quintus Aemilius Lepidus
Quintus Aemilius Lepidus (Barbula?) (* vor 60 v. Chr.; † nach 15 v. Chr.) war ein römischer Senator der späten Republik und der augusteischen Zeit aus der patrizischen gens Aemilia.
Lepidus war ein Sohn des Manius Aemilius Lepidus, der 66 v. Chr. Konsul war, und stand, wenn man eine bei Appian überlieferte Episode auf ihn bezieht, im Bürgerkrieg nach Caesars Tod zunächst auf der Seite der Triumvirn. Etwa 40–38 v. Chr. ist Aemilius Lepidus durch die Legende von ihm geprägter Münzen (Kistophoren) als Proprätor im Osten des Reiches bezeugt, also im Herrschaftsbereich des Marcus Antonius. Dies passt zur Angabe bei Appian, dass ein „Barbula“ auf der Seite des Antonius bei Actium kämpfte und nach der Schlacht zeitweilig in die Sklaverei geriet, bis er von Octavian, dem späteren Augustus, begnadigt wurde.
Im Jahr 21 v. Chr. wurde Lepidus nach einer erbitterten Auseinandersetzung mit seinem Mitbewerber Lucius Plautius Silvanus zum Konsul gewählt. Zusammen mit seinem Kollegen Marcus Lollius kümmerte er sich um die Wiederinstandsetzung einer Tiberbrücke, des pons Fabricius. Bei den Säkularspielen 17 v. Chr. ist Lepidus als Mitglied des Kollegiums der Quindecimviri bezeugt. Vermutlich gehörte er diesem schon seit der Zeit der Bürgerkriege an, da er in der wohl chronologisch geordneten Aufzählung der Quindecimviri relativ weit vorne steht. Etwa 15 v. Chr. war er Prokonsul der Provinz Asia. Seine Tochter Aemilia Lepida wurde 20 n. Chr. von ihrem ersten Ehemann wegen verschiedener angeblicher Verbrechen angeklagt und vom Senat verbannt.